# Avadis Anlagestiftung
Die Avadis Anlagestiftung mit Sitz in Zürich ist eine Schweizer Anlagestiftung. Sie bezweckt, die gemeinsame Anlage und Verwaltung, der ihr von Schweizer Vorsorgeeinrichtungen als Mitstifter anvertrauten Vorsorgegelder.

## Tätigkeitsgebiet
Die Stiftung investiert in sämtliche für die Vermögensanlage von Personalvorsorgeeinrichtungen zugelassenen Anlageformen. Es handelt sich hierbei im Wesentlichen um Anlagen in Form von Obligationen, Aktien und Immobilien sowie Private Equity.
Die Avadis Anlagestiftung ist eine von Banken und Versicherungen unabhängige Schweizer Anlagestiftung. Per Geschäftsjahr 2023/2024 verwaltete sie ein Gesamtvermögen in der Höhe von 12,5 Milliarden Schweizer Franken für 140 institutionelle Anleger.

## Geschichte
Die Stiftung wurde 1995 unter dem Namen Anlagestiftung Asea Brown Boveri vom Schweizer Industriekonzerns Asea Brown Boveri gegründet. 1999 erfolgte die Namensänderung in ABB Anlagestiftung. Damit verbunden war die Öffnung von einer Anlagestiftung für Mitarbeiter und Angehörige der Asea Brown Boveri und ihrer Tochtergesellschaften hin zu einer Anlagestiftung für auch ausserhalb des ABB-Konzerns stehende Vorsorgeeinrichtungen. 2003 folgte die Namensänderung zu Avadis Anlagestiftung.
2008 gründete die Avadis Anlagestiftung (AST) die Anlagestiftung 2 (AST2). Sie dient dazu, den gemäss Doppelbesteuerungsabkommen zwischen der Schweiz und den USA qualifizierenden Stiftungen die vollständige Quellensteuerrückforderung auf US-Dividenden zu ermöglichen. Die Anlageprozesse und die Vermögensverwalter sind deckungsgleich mit denjenigen der bisherigen Stiftung. Die Anlagestiftung (AST/AST2) wird von der im Jahr 1999 gegründeten Avadis Vorsorge AG verwaltet.

## Rechtsgrundlagen
Die gesetzlichen Grundlagen bilden zum einen das Stiftungsrecht, zum anderen das Bundesgesetz über die berufliche Alters-, Hinterlassenen- und Invalidenvorsorge (BVG) sowie die Verordnung über die berufliche Alters-, Hinterlassenen- und Invalidenvorsorge (BVV 2). Als Anlagestiftung untersteht Avadis der Aufsicht des Bundesamtes für Sozialversicherungen. Die aufsichtsrechtliche Grundlage bildet das von der Aufsicht Berufliche Vorsorge (ABV) des Bundesamtes für Sozialversicherungen aufgestellte Dokument Anforderungen an Anlagestiftungen. Darüber hinaus zählen zu den Rechtsgrundlagen auch die Statuten, das Reglement sowie die Anlagerichtlinien der Avadis Anlagestiftung.

## Organisation
Oberstes Stiftungsorgan ist die Mitstifterversammlung. Hierbei richtet sich das Stimmrecht der einzelnen Mitstifter nach dem Anteil am gesamten Anlagevermögen. Der zwölfköpfige Stiftungsrat bildet das oberste geschäftsführende Organ der Avadis Anlagestiftung. Dieser wird von der Mitstifterversammlung jeweils auf zwei Jahre gewählt. Die operative Leitung obliegt der Geschäftsführung.